# Virginio Orsini (Kardinal)

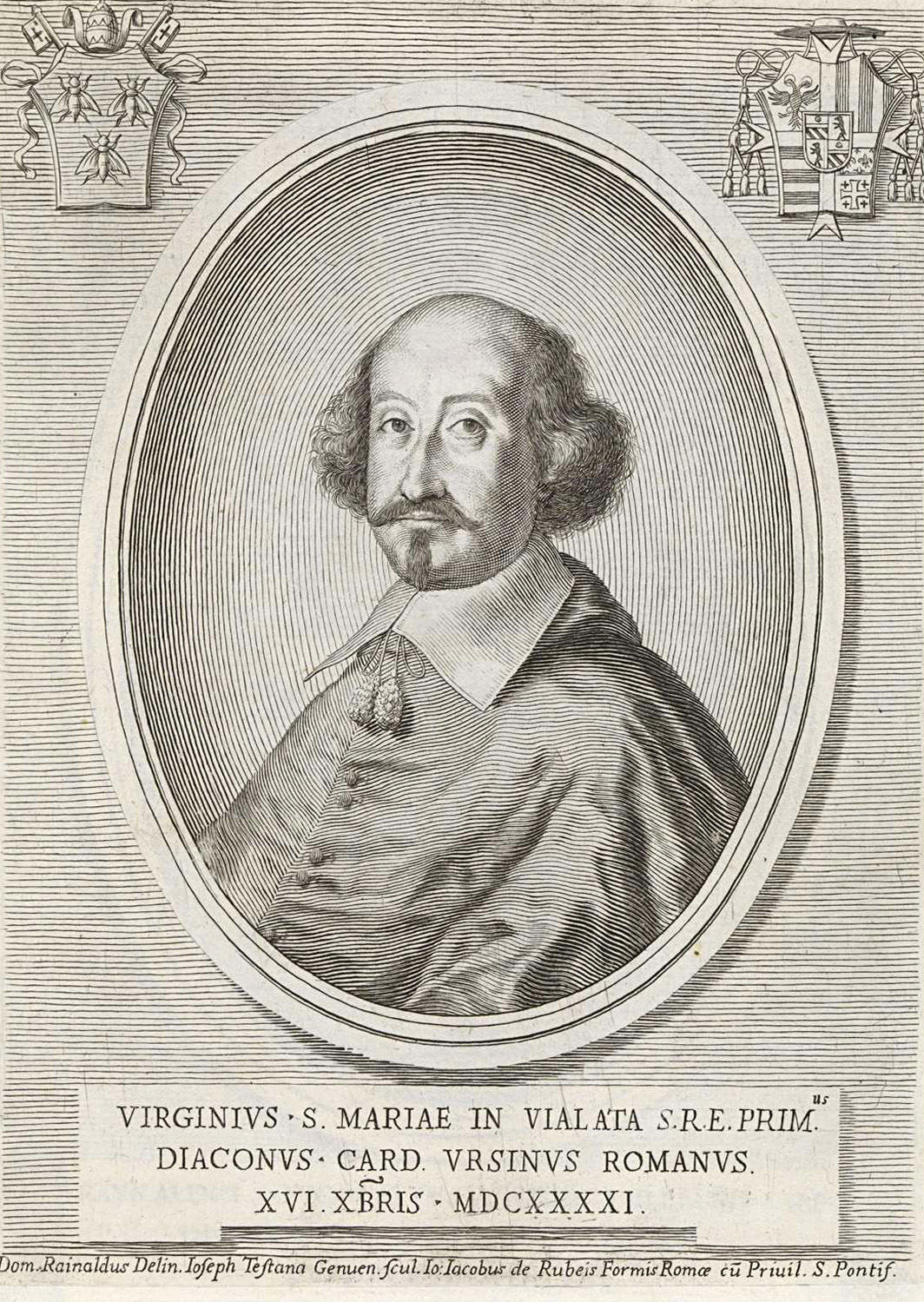
Virginio Kardinal Orsini (Stich von Giuseppe Maria Testana, 1658)

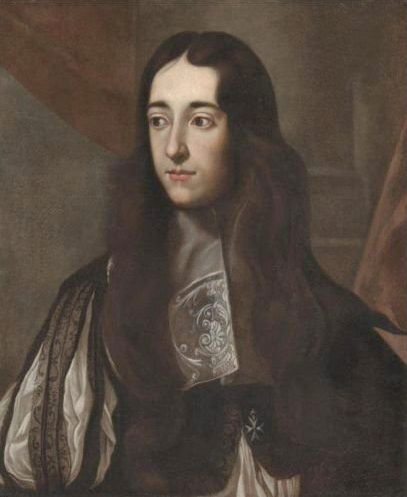
Virginio Orsini als jugendlicher Malteserritter (Porträt von Jacob Ferdinand Voet, 17. Jhd.)

Virginio Orsini O.S.Io.Hieros. (* 17. Mai 1615 in Rom; † 21. August 1676 ebenda) war ein italienischer Geistlicher und Kardinal der Römischen Kirche.

## Leben

### Herkunft und frühe Jahre
Er stammte aus dem Haus Orsini, das eine Reihe von Kardinälen und Päpsten hervorgebracht hat, aus der Linie der Herzöge von Bracciano. In seiner Jugend verzichtete er auf seine Geburtsrechte. Er trat in den Ritterorden von St. Johannes zu Jerusalem ein und zeichnete sich in den Türkenkriegen durch besondere Tapferkeit aus.

### Kirchliche Laufbahn
Am 16. Dezember 1641 wurde er von Papst Urban VIII. zum Kardinaldiakon kreiert und erhielt am 10. Februar 1642 die Titeldiakonie von Santa Maria in Portico Octaviae. Er wechselte am 10. November 1642 auf die Titeldiakonie Santa Maria Nuova, am 14. März 1644 auf die von Santa Maria in Cosmedin. Am Konklave 1644, bei dem Papst Innozenz X. gewählt wurde, nahm er nicht teil. Am 21. Juli 1653 wechselte er zur Titeldiakonie Sant’Eustachio. Kardinal Orsini nahm am Konklave 1655 teil, das Alexander VII. zum Papst wählte. Zur Titeldiakonie Santa Maria in Via Lata wechselte er am 6. März 1656 und wurde in der Folge Kardinalprotodiakon. Am 11. Oktober 1666 wurde er Kardinalpriester mit der Titelkirche Santa Maria degli Angeli. Er nahm am Konklave 1667 teil, durch das Clemens IX. zum Papst gewählt wurde. Am 14. November 1667 wurde Santa Prassede seine Titelkirche, er wechselte am 30. Januar 1668 zur Titelkirche San Lorenzo in Lucina und wurde Kardinalprotopresbyter. Als solcher nahm er am Konklave 1669–1670 teil, das Clemens X. zum Papst wählte, dabei blieb er dem Konklave zwischen dem 24. und 27. Januar 1670 fern und verließ es vorzeitig am 27. Februar 1670.
Am 18. März 1671 wurde er in den Rang eines Kardinalbischofs erhoben und erhielt das suburbikarische Bistum Albano. Seine Bischofsweihe erfolgte am 30. März 1671 in der Kirche Santo Stefano di Bracciano in Rom durch Kardinal Giulio Spinola; Mitkonsekratoren waren Federico Baldeschi, Titularerzbischof von Caesarea in Cappadocia, und Scipione de Martinis, ehemaliger Bischof von Trebinje und Mrkan. Orsini wechselte am 28. Januar 1675 auf den suburbikarischen Sitz Frascati. Am Konklave 1676, das Papst Innozenz XI. wählte, konnte er nicht mehr teilnehmen.

### Tod
Während der Sedisvakanz starb Virginio Orsini am 21. August 1676 gegen drei Uhr morgens in seinem Palast in Monte Giordano. Seine sterblichen Überreste wurden nach Bracciano überführt und dort in der Augustinerkirche Santa Maria Novella beigesetzt.